# Montgomery County, Tennessee
Montgomery County är ett administrativt område i delstaten Tennessee, USA, med 172 331 invånare. Den administrativa huvudorten (county seat) är  Clarksville.
Fort Campbell är delvis belägen i countyt. 

## Geografi
Enligt United States Census Bureau har countyt en total area på 1 409 km². 1 396 km² av den arean är land och 12 km² är vatten.

### Angränsande countyn
- Christian County, Kentucky - norr
- Todd County, Kentucky - nordost
- Robertson County - öst
- Cheatham County - sydost
- Dickson County - söder
- Houston County - sydväst
- Stewart County - väst